# Alfons Breska
Alfons Breska (13. červenec 1873 Kladno – 26. září 1946 Praha) byl český spisovatel, básník, dramatik a překladatel.

## Život
Narodil se v rodině účetního Františka Břesky (1832) a Aurelie Ehrenbergerové (1845). Brzy po narození se rodiče přestěhovali do Prahy, kde vystudoval gymnázium.
Po studiích pracoval jako poštovní úředník na Žižkově a později na ředitelství pošt (1889–1925), současně pracoval jako knihovník Umělecké besedy. V roce 1911 se oženil s Beatricí Dřevíkovskou-Mařákovou (1883–1960).
Byl funkcionářem literárního odboru Umělecké besedy, Kruhu českých spisovatelů a Spolku českých spisovatelů Máj. Byl rovněž členem Balzacovy společnosti v Paříži. Používal pseudonym Otto Elexhauser.
Byl jedním z novoromantických autorů z okruhu kolem časopisu Moderní revue. Jeho básnické dílo je pod vlivem Jaroslava Vrchlického. Jeho prozaické práce jsou ovlivněny dílem Jiřího Karáska ze Lvovic.
Významnější, než jeho vlastní tvorba je jeho činnost překladatelská. Překládal z němčiny, francouzštiny, italštiny a polštiny. Vedle poesie a prózy překládal i divadelní hry pro Vinohradské divadlo, Švandovo divadlo na Smíchově, Stavovské divadlo a pro Městské divadlo v Plzni.

## Dílo

### Básně
- V zajetí trpaslíků – Praha: E. Weinfurter, 1900[3]
- Zlaté stíny – Velké Meziříčí: Alois Šašek, 1903
- Dvojí království: psané blankversem – Praha: Zora, 1925
- Divoká labuť: blankvers – Praha: Zora, 1927
- Rytíř Chiméry – Praha: vlastním nákladem, 1932
- Novalis – Praha: Pražské akciové tiskárny (PAT), 1934
- Napoleon: veršovaný epos – Praha: PAT, 1937
- Zrcadlení: Knížka veršů – Praha: Melantrich 1938

### Próza
- Eurydike: orfická allegorie – Praha: Fond Julia Zeyera, 1915
- Paříž: cestovní causerie – Praha: Oldřich Petr, 1926

### Drama
- Hlasy v bouři: veršované drama – Praha: Grosman a Svoboda, 1900

### Hudebniny
- Lesní tůně: romance pro smíšený sbor s průvodem klavíru – Ferdinand Sládek. Praha: František Augustin Urbánek 1900?
- Jeseň: píseň pro vyšší hlas s průvodem klavíru – Karel Hoffmeister. Praha: Jan Otto, 1902
- Tré sborův – Jindřich Jindřich. Praha: F. A. Urbánek,

### Překlady
- Rubín: pohádková veselohra veršem ve třech dějstvích – Friedrich Hebbel; z němčiny. Praha: Alois Hynek, 1900[4]
- Sajští učenníci – Novalis. Praha: Alois Hynek, 1911[5]
- Strom – Georges Rodenbach; z francouzštiny. Praha: A. Hynek 1911
- Děti – Gabriela Reuterová; in: 1000 nejkrásnějších novel... č. 13. Praha: J. R. Vilímek, 1911
- Zahrada bez ročních období – Max Dauthendey; in: 1000 nejkrásnějších novel... č. 17. Praha: J. R. Vilímek, 1912
- Z hamburské dramaturgie – Gothold Ephraim Lessing. Praha: A. Hynek, 1913
- Moderní lyrika německá – přeložili Emanuel z Lešehradu, Alfons Breska, Bedřich Pfleger. Praha: A. Hynek, 1913[6]
- Soumrak model, čili, Jak se filosofuje kladivem – Friedrich Nietzsche. Praha: A. Hynek, 1913
- Othello – Wilhelm Hauff; in: 1000 nejkrásnějších novel... č. 97. Praha: J. R. Vilímek, 1916
- Lingam: dvanáct asijských novel – Max Dauthendey; z němčiny; úvodní studii napsal Arne Novák; obálka a dřevoryty od Františka Koblihy. Praha: Máj, 1919
- Přes palubu: román – Stanisław Przybyszewski; z polštiny. Praha: Kamilla Neumannová, 1919[7]
- Portugalské listy – Mariana Alcoforado; z francouzštiny. Praha: Arthur Novák, 1921[8]
- Stará panna – Honoré de Balzac. Praha: Grosman a Svoboda 1921
- Obětovaná: hra o třech dějstvích – Gaston Devore; z francouzštiny. Praha: Zora, 1921[9]
- Kabinet starožitností – H. de Balzac. Praha: Pražské akciové tiskárny (PAT), 1922
- Legenda o Josefovi – Harry Kessler, Hugo von Hofmannsthal; z němčiny; hudbu složil Richard Strauss. Praha: Zátiší, 1922
- Turandot: čínská pohádková hra o 5 dějstvích (sedmi obrazech) – Carlo Gozzi; z italštiny. Praha: Máj, 1924[10]
- Mládenecká domácnost – H. de Balzac. Praha: s. n., 1925[11]
- Turcaret: komedie o pěti dějstvích – Alain René Le Sage, z francouzštiny. 1925[12]
- Utrpení mladého Werthera – Johann Wolfgang Goethe; ilustroval Petr Dillinger. Praha: František Topič, 1925[13]
- Modesta Mignonová – H. de Balzac. Praha: O. Petr, 1926
- Opuštěná žena; Petr Grassou – H. de Balzac. Praha: Zora, 1926[14]
- Večerní domy: román – Eduard hr. Keyserling. Praha: Pražská akciová tiskárna, 1926
- Partie triktraku. Etruská váza. Tamango: tři novely – Prosper Merimée; z francouzštiny. Praha: Zora, 1926[15]
- Albert Savarus – H. de Balzac; s původními ilustracemi Charlese Huarda. Praha: Bohumil Janda, 1927
- Prokleté dítě; Massimila Doniova; Taneční zábava v Sceaux – H. de Balzac. Praha: O. Petr, 1929
- Dobrodruh a zpěvačka aneb Dary života: v jednom dějství s proměnou – H. von Hofmannsthal. Praha: J. Otto, 1930
- Anastase a netvor Richard Wagner: román – Walter Seidl. Praha: K. Neumannová, 1930[16]
- Modrá květina: anthologie z německých romantiků – Praha: Československá grafická unie, 1935
- Mléčná dráha: antologie z japonských básníků haiku 17. a 18. stol. – Praha: Japonské sdružení, 1937
- Z říše ticha – Georges Rodenbach. Praha: Beatrice Bresková, 1948

Dále překládal Henriho Bérauda, Émila Zolu aj.